# Louis Léonard Antoine de Colli-Ricci
Pour l’article homonyme, voir Michelangelo Alessandro Colli-Marchi.
Louis Léonard Antoine de Colli-Ricci, né le 23 mars 1760 à Alexandrie, dans le royaume de Sardaigne et mort le 31 mars 1809 dans la même ville, est un militaire italien issu d'une famille noble du Piémont qui servit dans les armées de la Révolution française.

## Biographie

### Parcours militaire
Louis de Colli-Ricci entre dans le régiment de Montferrat en qualité d'enseigne le 10 juin 1773, y devient sous-lieutenant-adjudant-major le 10 juin 1774, lieutenant-adjudant-major le 20 juillet 1775, et capitaine-lieutenant le 2 mai 1781. Le 27 juin 1786, il passe au régiment d'Acqui comme capitaine, et comme major au régiment de Mondovi le 13 mars 1793. Il reçoit le commandement du 2e bataillon de chasseurs le 10 avril 1794, est nommé lieutenant-colonel d'infanterie le 3 décembre de la même année, et chargé du commandement des troupes légères le 10 mars 1797, avec le titre de chef d'état-major de la division auxiliaire réunie dans les environs de Novare. Le 22 frimaire an VII, lors de la cession du Piémont, faite au Directoire par le roi Charles-Emmanuel IV, Colli passe au service de la France.

### Campagnes au service de la Sardaigne et de la France
Il fait les campagnes de 1792 à 1796, aux armées d'observation de Nice et de Tarano, sous le duc d'Aoste et sous les généraux Strassoldo et de Vins. En 1793, il concourt à la reprise des vallées du Var et de Tinée, et il parvient à opérer dans celle de la Stura, la jonction des hommes qu'il commandait, du corps de Strassoldo, avec les troupes aux ordres de Vins. Le gouvernement lui accorde une pension et la croix de Saint-Maurice pour sa conduite à Rauss le 6 avril 1794. Le 16 du même mois, après l'enlèvement des postes de Tanarda et de Tanarella, il met beaucoup d'habileté à couvrir la retraite par le col de Fenestrelle. Blessé le 6 novembre en enlevant la redoute de l'Argentière, il l'est encore le 22 juin 1795, en forçant les trois camps au-dessus de Garessio, ce qui lui vaut une seconde pension. Enfin, après quelques autres faits militaires assez remarquables, quoiqu'il eût éprouvé de grandes pertes à la bataille de Mondovi, il obtient en 1798, une troisième pension pour ses succès contre les insurgés de Carino et de Montferrat.
Il prend rang dans l'armée française comme adjudant-commandant chef d'état-major. Nommé général de brigade le 16 floréal suivant, il sert sous Joubert et Moreau à l'armée d'Italie, dont il couvre la retraite depuis Novi jusqu'à Pasturana. À cette dernière affaire (28 thermidor), il reçoit un coup de feu, deux coups de baïonnette et est fait prisonnier. Ayant été échangé le 27 frimaire an IX, et envoyé de nouveau en Italie, il prend le 12 germinal, un commandement dans la 27e division militaire. Promu général de division le 27 fructidor an X, il se rend le 19 vendémiaire an XII, dans la 23e division militaire, dont il prend le commandement. Membre et commandeur de la Légion d'honneur les 19 frimaire et 25 prairial de la même année, il prend sa retraite le 21 mars 1806, et meurt à Alexandrie (Piémont) le 31 mars 1809.
Son nom figure sur l'arc de triomphe de l'Étoile, côté Sud, 26e colonne.